# Dimecoenia gilvipes
Dimecoenia gilvipes är en tvåvingeart som först beskrevs av Daniel William Coquillett 1901.  Dimecoenia gilvipes ingår i släktet Dimecoenia och familjen vattenflugor. Inga underarter finns listade i Catalogue of Life.